# Parorectis sublaevis
Parorectis sublaevis är en skalbaggsart som först beskrevs av Barber 1946.  Parorectis sublaevis ingår i släktet Parorectis och familjen bladbaggar. Inga underarter finns listade i Catalogue of Life.